# Pseudocentris testudinea
Pseudocentris testudinea är en fjärilsart som beskrevs av Edward Meyrick 1921. Pseudocentris testudinea ingår i släktet Pseudocentris och familjen plattmalar. Inga underarter finns listade i Catalogue of Life.